# Ginger Molloy
William Garth Molloy, detto Ginger (Gisborne, 25 dicembre 1937), è un pilota motociclistico neozelandese ritiratosi dall'attività agonistica.
Nel motomondiale ha vinto 1 gran premio e nel 1970 è stato vicecampione del mondo nella classe 500 alle spalle di Giacomo Agostini

## Carriera
Le sue prime presenze nel motomondiale si registrano nel 1963 dove giunge al settimo posto in classe 250 al GP d'Olanda su una Bultaco e al decimo posto in classe 500 nel GP del Belgio su una Matchless. L'anno successivo ottiene un ottavo posto al GP delle Nazioni nuovamente in classe 500 in sella ad una Norton. 
Per vedere una sua presenza più continuativa bisognerà attendere il motomondiale 1965 dove ottiene i suoi primi punti iridati, sia in classe 125 che in classe 250 alla guida di moto ufficiali Bultaco. Nel motomondiale 1966 ottiene la sua prima e unica vittoria mondiale, aggiudicandosi la classe 250 del Gran Premio motociclistico dell'Ulster 1966 in sella ad una Bultaco TSS, portando la casa motociclistica spagnola al suo primo successo iridato. 
Continua a gareggiare con moto della stessa casa sino al motomondiale 1969, raccogliendo alcuni piazzamenti a podio; l'ultimo suo anno di partecipazioni al mondiale ottenendo punti iridati è il 1970 quando in sella alla nuova Kawasaki 500 H1R ottiene quattro secondi posti e il secondo posto nella classifica generale della 500.

## Risultati nel motomondiale

### Classe 125
| 1965 | Classe | Moto    |   |   |     |   |  |   |    |   |   |   |   |   |   | Punti | Pos. |
| ---- | ------ | ------- | - | - | --- | - |  | - | -- | - | - | - | - | - | - | ----- | ---- |
| 1965 | 125    | Bultaco | - | - | Rit | - |  | - | NE | - | - | - | - | 6 | - | 1     | 24º  |

| 1966 | Classe | Moto    |     |   |   |  |   |    |   |   |   |   |   |   |  | Punti | Pos. |
| ---- | ------ | ------- | --- | - | - |  | - | -- | - | - | - | - | - | - |  | ----- | ---- |
| 1966 | 125    | Bultaco | Rit | 9 | - |  | 7 | NE | - | 8 | - | 6 | - | - |  | 1     | 28º  |

| 1968 | Classe | Moto    |   |   |  |   |    |   |   |   |   |    |  |  |  | Punti | Pos. |
| ---- | ------ | ------- | - | - |  | - | -- | - | - | - | - | -- |  |  |  | ----- | ---- |
| 1968 | 125    | Bultaco | - | 2 |  | 2 | NE | - | - | 7 | 4 | 10 |  |  |  | 15    | 3º   |

| 1969 | Classe | Moto    |   |   |   |  |   |   |   |   |   |    |   |   |  | Punti | Pos. |
| ---- | ------ | ------- | - | - | - |  | - | - | - | - | - | -- | - | - |  | ----- | ---- |
| 1969 | 125    | Bultaco | 7 | - | 3 |  | 4 | - | - | 8 | - | NE | 7 | - |  | 29    | 6º   |

| Legenda | 1º posto        | 2º posto            | 3º posto            | A punti      | Senza punti        | Grassetto – Pole position Corsivo – Giro più veloce |
| Legenda | Gara non valida | Non qual./Non part. | Ritirato/Non class. | Squalificato | '-' Dato non disp. | Grassetto – Pole position Corsivo – Giro più veloce |

### Classe 250
| 1963 | Classe | Moto    |  |  |    |  |  |  |  |  |    |   |  |  |  | Punti | Pos. |
| ---- | ------ | ------- |  |  | -- |  |  |  |  |  | -- | - |  |  |  | ----- | ---- |
| 1963 | 250    | Bultaco |  |  | AN |  |  |  |  |  | NE | 7 |  |  |  | 0     |      |

| 1965 | Classe | Moto    |   |   |     |   |  |   |   |   |   |   |   |   |   | Punti | Pos. |
| ---- | ------ | ------- | - | - | --- | - |  | - | - | - | - | - | - | - | - | ----- | ---- |
| 1965 | 250    | Bultaco | - | - | Rit | - |  | 9 | - | - | - | 6 | - | 4 | - | 4     | 20º  |

| 1966 | Classe | Moto    |     |   |   |   |   |   |   |   |   |  |   |   |  | Punti | Pos. |
| ---- | ------ | ------- | --- | - | - | - | - | - | - | - | - |  | - | - |  | ----- | ---- |
| 1966 | 250    | Bultaco | Rit | - | - | - | - | - | - | - | 1 |  | - | - |  | 8     | 10º  |

| 1967 | Classe | Moto    |   |   |   |  |   |   |   |   |   |   |   |   |   | Punti | Pos. |
| ---- | ------ | ------- | - | - | - |  | - | - | - | - | - | - | - | - | - | ----- | ---- |
| 1967 | 250    | Bultaco | 4 | - | - |  | 6 | 5 | 5 | 8 | - | - | 6 | - | - | 9     | 7º   |

| 1968 | Classe | Moto    |   |   |  |   |   |   |   |   |   |   |  |  |  | Punti | Pos. |
| ---- | ------ | ------- | - | - |  | - | - | - | - | - | - | - |  |  |  | ----- | ---- |
| 1968 | 250    | Bultaco | 2 | 3 |  | 8 | 7 | 5 | 6 | 4 | 4 | 8 |  |  |  | 19    | 5º   |

| 1970 | Classe | Moto   |   |     |   |   |   |    |   |   |   |   |   |   |  | Punti | Pos. |
| ---- | ------ | ------ | - | --- | - | - | - | -- | - | - | - | - | - | - |  | ----- | ---- |
| 1970 | 250    | Yamaha | - | Rit | - | - | - | 12 | - | - | - | - | - | 2 |  | 12    | 19º  |

| Legenda | 1º posto        | 2º posto            | 3º posto            | A punti      | Senza punti        | Grassetto – Pole position Corsivo – Giro più veloce |
| Legenda | Gara non valida | Non qual./Non part. | Ritirato/Non class. | Squalificato | '-' Dato non disp. | Grassetto – Pole position Corsivo – Giro più veloce |

### Classe 350
| 1968 | Classe | Moto    |   |    |  |   |    |   |   |    |   |   |  |  |  | Punti | Pos. |
| ---- | ------ | ------- | - | -- |  | - | -- | - | - | -- | - | - |  |  |  | ----- | ---- |
| 1968 | 350    | Bultaco | 4 | NE |  | 2 | NE | 4 | - | NE | - | - |  |  |  | 12    | 5º   |

| 1969 | Classe | Moto    |   |   |    |  |   |    |   |    |   |   |   |   |  | Punti | Pos. |
| ---- | ------ | ------- | - | - | -- |  | - | -- | - | -- | - | - | - | - |  | ----- | ---- |
| 1969 | 350    | Bultaco | 4 | - | NE |  | - | NE | - | 10 | - | - | 8 | - |  | 12    | 16º  |

| Legenda | 1º posto        | 2º posto            | 3º posto            | A punti      | Senza punti        | Grassetto – Pole position Corsivo – Giro più veloce |
| Legenda | Gara non valida | Non qual./Non part. | Ritirato/Non class. | Squalificato | '-' Dato non disp. | Grassetto – Pole position Corsivo – Giro più veloce |

### Classe 500
| 1963 | Classe | Moto      |    |    |    |  |  |    |  |  |  |  |  |    |  | Punti | Pos. |
| ---- | ------ | --------- | -- | -- | -- |  |  | -- |  |  |  |  |  | -- |  | ----- | ---- |
| 1963 | 500    | Matchless | NE | NE | NE |  |  | 10 |  |  |  |  |  | NE |  | 0     |      |

| 1964 | Classe | Moto   |  |    |    |  |  |  |  |  |  |  |   |    |  | Punti | Pos. |
| ---- | ------ | ------ |  | -- | -- |  |  |  |  |  |  |  | - | -- |  | ----- | ---- |
| 1964 | 500    | Norton |  | NE | NE |  |  |  |  |  |  |  | 8 | NE |  | 0     |      |

| 1968 | Classe | Moto    |  |     |  |  |  |  |  |  |  |  |  |  |  | Punti | Pos. |
| ---- | ------ | ------- |  | --- |  |  |  |  |  |  |  |  |  |  |  | ----- | ---- |
| 1968 | 500    | Bultaco |  | Rit |  |  |  |  |  |  |  |  |  |  |  | 0     |      |

| 1969 | Classe | Moto    |   |  |  |  |  |  |  |  |  |  |  |  |  | Punti | Pos. |
| ---- | ------ | ------- | - |  |  |  |  |  |  |  |  |  |  |  |  | ----- | ---- |
| 1969 | 500    | Bultaco | 3 |  |  |  |  |  |  |  |  |  |  |  |  | 10    | 26º  |

| 1970 | Classe | Moto               |   |   |   |  |   |    |    |    |   |   |   |   |  | Punti   | Pos. |
| ---- | ------ | ------------------ | - | - | - |  | - | -- | -- | -- | - | - | - | - |  | ------- | ---- |
| 1970 | 500    | Bultaco e Kawasaki | 5 | 2 | 7 |  | 4 | 16 | 15 | NE | 2 | 2 | 6 | 2 |  | 62 (71) | 2º   |

| 1971 | Classe | Moto     |     |     |  |  |  |  |    |  |  |  |  |  |  | Punti | Pos. |
| ---- | ------ | -------- | --- | --- |  |  |  |  | -- |  |  |  |  |  |  | ----- | ---- |
| 1971 | 500    | Kawasaki | Rit | Rit |  |  |  |  | NE |  |  |  |  |  |  | 0     |      |

| Legenda | 1º posto        | 2º posto            | 3º posto            | A punti      | Senza punti        | Grassetto – Pole position Corsivo – Giro più veloce |
| Legenda | Gara non valida | Non qual./Non part. | Ritirato/Non class. | Squalificato | '-' Dato non disp. | Grassetto – Pole position Corsivo – Giro più veloce |